# Etnografía de los Estados Unidos
Estados Unidos es un país diverso racial y étnicamente. A nivel federal, la raza y el origen étnico se han categorizado por separado. El censo más reciente de los Estados Unidos reconoció cinco grandes grupos étnicos (blancos, nativos estadounidenses y nativos de Alaska, asiáticos, afroestadounidenses, nativos de Hawái y las islas del Pacífico), así como las personas de dos o más razas. Se utiliza también la clasificación de "otra raza" en el censo y otras encuestas, pero no es oficial.
El censo de 2000 y el censo de 2010 preguntaron sobre la "ascendencia" de los residentes, mientras que el censo de 2020 permitió a las personas introducir sus "orígenes". Los estadounidenses también están clasificados como "hispano o latino" y "no hispano o latino", que identifica a los latinoamericanos e hispanos en Estados Unidos como un grupo étnico de diversas razas que componen el grupo minoritario más grande en la nación.
Según estimaciones del Population Estimates Program (PEP), los estadounidenses blancos son la mayoría racial, componiendo un 75 % de la población total de los EE. UU. 
Es importante aclarar que se trata de un país de inmigración masiva a lo largo de prácticamente toda su historia institucional sin interrupciones en la recepción inmigratoria en números grandes. A diferencia de otros países del continente americano que se caracterizan por haber tenido una o dos etapas concretas de recepción considerable de inmigrantes. En el caso de Estados Unidos, la inmigración ha sido numerosa al menos durante las tres cuartas partes de su historia como país independiente. Debe tenerse en cuenta que los Estados Unidos es el estado más antiguo del continente americano.
Otras estimaciones del American Community Survey (ACS) calculan un porcentaje del 65 %. Los estadounidenses de origen latino o hispano componen el 15 % de la población. Los afroestadounidenses son la mayor minoría racial, componiendo casi el 13 % de la población total. El 66 % de la población blanca no es de origen latino o hispano.
Los estadounidenses blancos componen la mayoría racial en todas las regiones y alcanzan el mayor porcentaje de la población en el Medio Oeste de Estados Unidos: 85 %, según el PEP y 83 % según el ACS. Los blancos no hispanos constituyen el 79 % de la población del Medio Oeste, la proporción más alta de este grupo en cualquier región. Sin embargo, el 35 % de los estadounidenses blancos, incluyendo a los de origen latino o hispano, viven en el Sur, siendo la zona de mayor presencia de este grupo en todas las regiones.
El Sur es también el lugar donde las personas de piel oscura y los afroestadounidenses son más prevalentes, ya que allí vive el 55 % de la comunidad. Una pluralidad o mayoría de cada uno de los grupos restantes se encuentra en el Oeste: en la región vive el 42 % de los estadounidenses de origen hispano y latino, el 46 % de los estadounidenses de origen asiático, el 48 % de indios estadounidenses y los nativos de Alaska, el 68 % de los nativos de Hawái y otras islas del Pacífico, el 37 % de los identificados como "dos o más razas" de la población (estadounidenses multirraciales), y el 46 % de las personas de "alguna otra raza".
El censo de Estados Unidos es distinto del censo de agricultura de los Estados Unidos, que ya no es responsabilidad de la Oficina del Censo. También es distinto de los censos locales realizados por algunos estados o jurisdicciones locales.

## Categorías raciales y étnicas

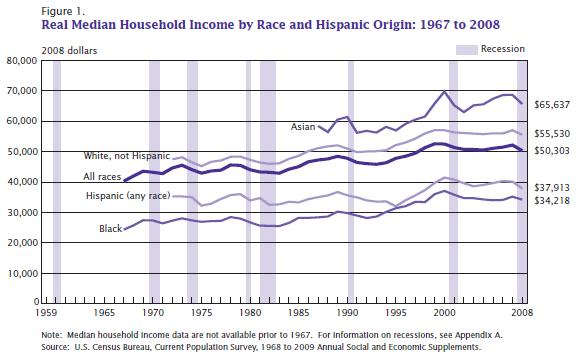
Ingreso medio por hogar en los Estados Unidos, clasificado por raza y etnia, desde 1967 hasta 2008 con las diferencias dentro del grupo ilustrado.

En el censo de 2000 y posteriores encuestas de la Oficina del Censo, los estadounidenses declararon pertenecer a alguno de estos grupos raciales:
- Blancos: aquellos con orígenes en cualquiera de los pueblos originarios de Europa, Medio Oriente o el Norte de África.
- Negros: aquellos que tienen orígenes en alguno de los grupos raciales negros de África.
- Amerindios o Nativos de Alaska, también llamados nativos estadounidenses (en inglés Native American): aquellos con orígenes en cualquiera de las tribus de América del Norte, América Central y América del Sur y que mantienen una afiliación tribal o de comunidad.
- Asiáticos, también llamados Asiáticos estadounidenses: aquellos con orígenes en alguno de los grupos raciales del Extremo Oriente, Sureste Asiático y Asia del Sur; frecuentemente se especifican como Chino-estadounidenses, Coreano-estadounidenses, Indo-estadounidenses, etc.
- Hawaianos nativos o Isleños: aquellos con orígenes en cualquiera de los pueblos de Hawái, Guam, Samoa, o alguna otra isla del Pacífico.
- Dos o más razas, conocido también como Multirracial: aquellos que marcan y/o inscriben en más de una raza en alguna encuesta. No hay ninguna opción real de "Dos o más razas" o "multirracial" en el censo y otras encuestas, solo las seis anteriores razas aparecen y las personas que declaran tener más de una de ellas se clasifican como personas de "Dos o más razas" en el procesamiento posterior. Cualquier número, inclusive las seis, de categorías raciales pueden ser reportados por los encuestados.

### Origen étnico: origen hispano o latino

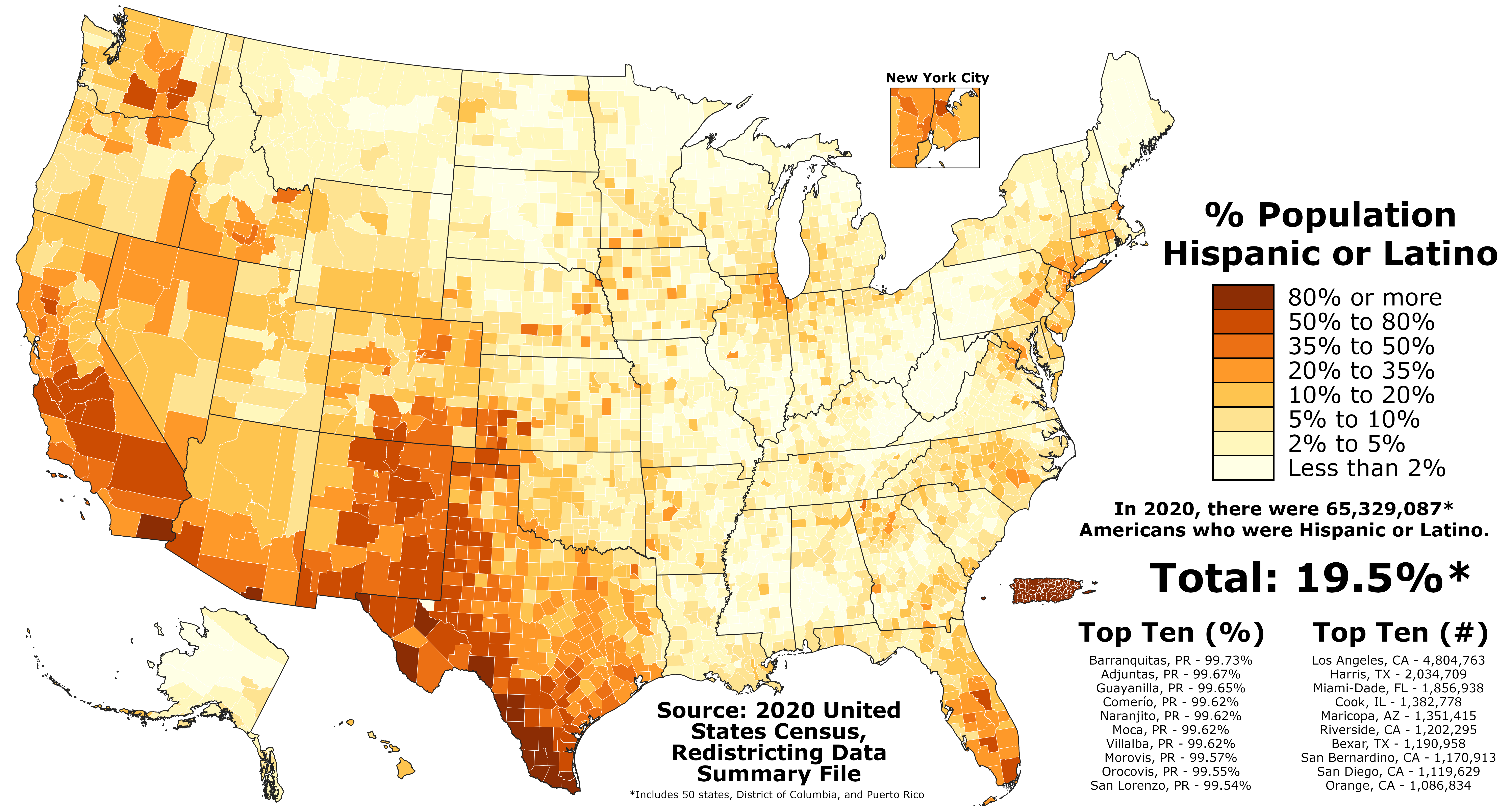
Proporción de hispanos y latinoamericanos en cada condado de los cincuenta estados, el distrito de Columbia y Puerto Rico según el censo de los Estados Unidos de 2020.

La pregunta sobre si el origen del encuestado es hispano o latino es independiente de la pregunta sobre la raza. Los hispanoamericanos y latinos tienen sus orígenes en países de habla española, principalmente, aquellos de América Latina. La mayoría de los países de América Latina, al igual que los Estados Unidos, tienen muy diversas razas. En consecuencia, ninguna categoría racial aparte existe para los estadounidenses hispanos y latinos, ya que no constituyen una raza propia. Al responder a la cuestión racial en el formulario del censo, eligen entre las mismas categorías raciales que todos los estadounidenses, y se incluyen en las cifras reportadas para cada raza.
Así, cada categoría racial contiene No hispano o latino e Hispano o latino. Por ejemplo: la categoría de raza blanca contiene los blancos no hispanos y blancos hispanos, la categoría "Negro o afroamericano" contiene negros no hispanos y negros hispanos, y lo mismo para todas las demás categorías. 
Autoidentificarse como hispano o latino y No hispano o latino no es explícitamente permitido ni explícitamente prohibido.

## Tendencias históricas e influencias
Las tendencias históricas que influyen en la demografía étnica de los Estados Unidos incluyen:
- Patrones de asentamiento original
  - Poblamiento original de América por una variedad de pueblos amerindios, incluyendo los nativos de Alaska.
  - Asentamiento original por parte de los polinesios, incluyendo hawaianos nativos, samoanos, el pueblo chamorro en Guam y las Islas Marianas del Norte.
  - Asentamiento original de Puerto Rico por los taínos.
  - Asentamiento original de las Islas Vírgenes de los Estados Unidos por los siboney, caribes y arahuacos.
- Colonización
  - Colonización de las Trece Colonias como parte de la América británica.
  - Colonización española de América, que influyó en la adquisición posterior de la Florida, el Suroeste, y Puerto Rico. Además del control español en la Luisiana, que influyó debido a la emigración de españoles para asentar el territorio, como en el caso de los isleños.
  - La colonización de lo que hoy es el este de Canadá y la zona comprendida entre los montes Apalaches y el río Misisipi como la Nueva Francia. Eventos históricos, incluyendo la expulsión de los acadianos, lo cual influyó en la mezcla étnica, especialmente en Luisiana, el norte de Nueva Inglaterra y Nueva York.
  - Los Países Bajos y otras potencias coloniales históricas influyeron en la composición étnica de las actuales Islas Vírgenes de los Estados Unidos.
  - Ocupación española, alemana y japonesa de las Islas Marianas del Norte.
- El comercio trasatlántico de esclavos, el cual trajo varios africanos hacia el Sur y el Caribe.
- Drástica reducción de poblaciones de pueblos nativos en los estados contiguos de Estados Unidos por las enfermedades traídas por los colonizadores europeos en combinación con los conflictos armados con los europeos.
- Migración forzada
  - Deportación de los leales al Imperio británico después de la Revolución estadounidense.
  - Conflictos territoriales con los pueblos nativos y la Remoción india del siglo XIX hicieron desplazar varios nativos sobrevivientes.
- Inmigración
  - Inmigración histórica hacia los Estados Unidos de todos los países del mundo y a lo largo de la historia del país, generalmente por razones económicas o políticas. La historia de las leyes en materia de inmigración y naturalización en los Estados Unidos y la inmigración ilegal a los Estados Unidos han influido en el equilibrio étnico de la inmigración. Varios grupos se les ha negado la entrada debido a la discriminación, el proteccionismo económico, y el conflicto político con su país de origen. Otros grupos han recibido el estatus favorecido, como los refugiados y los nacionales de países aliados.
  - Migraciones transatlánticas desde Europa, especialmente en el siglo XIX, creado enclaves étnicos en muchas ciudades del Este y poblamiento de muchas zonas rurales del este del Misisipi.
  - La inmigración procedente de Asia ha tenido la mayor influencia en la Costa Oeste, pero también ha creado barrios predominantemente asiáticos en muchas ciudades importantes.
  - Las inmigración desde México ha influenciado fuertemente la cultura del Suroeste.
- Adquisiciones territoriales de los Estados Unidos
  - La Proclamación Real de 1763 restringió el límite occidental de la colonización europea de la cuenca

al este de los Montes Apalaches, a pesar de que la proclamación de 1783 y el Indian Intercourse Act prohibieron la compra privada de tierras indígenas, el territorio entre el río Misisipi y las Montañas Apalaches fueron concedidos a los Estados Unidos por el Tratado de París (1783), por tanto, se abrió progresivamente a los colonos blancos a través de adquisición pública de tierras indígenas.
- - La Ley de Asentamientos Rurales promoviendo asentamientos al oeste del Misisipi después de la compra de Luisiana.
  - Asentamientos mormones en Utah
  - Fiebre del oro de California
  - Oregon Trail
  - Fiebre del oro de Klondike Promoviendo asentamientos en Alaska.
- Migración interna
  - Sobre todo porque los sistemas de transporte han mejorado en los siglos, se ha vuelto relativamente fácil para muchos estadounidenses pasar de una parte del país a otra, dada la falta de fronteras interiores y el dominio de Inglés en la mayoría de las áreas. Muchos lo hacen por razones de oportunidad económica, el clima o la cultura.
  - El Ferrocarril subterráneo trajo los afroestadounidenses de la esclavitud en el Sur hacia la libertad del Norte antes de la Guerra de Secesión.
  - Después de la abolición de la esclavitud, la Gran migración y la Segunda gran migración, llevó a los afroestadounidenses a las ciudades del norte y del sur occidental.
  - "White flight" durante el período de suburbanización después de la Segunda Guerra Mundial, seguido por el "black flight".
  - La Revolución Industrial estadounidense, promovió la urbanización de lo que antes era una sociedad fundamentalmente agraria.
  - Los acontecimientos económicos han impulsado la migración, por ejemplo, durante el Dust Bowl, la Segunda Guerra Mundial y el declive del Rust Belt (Cinturón de óxido).
  - Ferrocarriles, promoviendo migración hacia el oeste y los streetcar suburbs que crearon importantes cambios étnicos en las zonas urbanas.
  - La mayoría de los nativos hawaianos que se han mudado a los EE. UU. continental se han establecido en California.
  - La llegada del aire acondicionado ha promovido la migración al cinturón del Sol, especialmente después de la apertura de la Jet Age, que promueve vivir vacaciones de tiempo parcial en las zonas más cálidas (emigración golondrina).

En algunos casos, los inmigrantes y migrantes forman enclaves étnicos; En otros, la mezcla crea étnicamente diversos barrios.

## Composición racial de la población de los EE. UU.

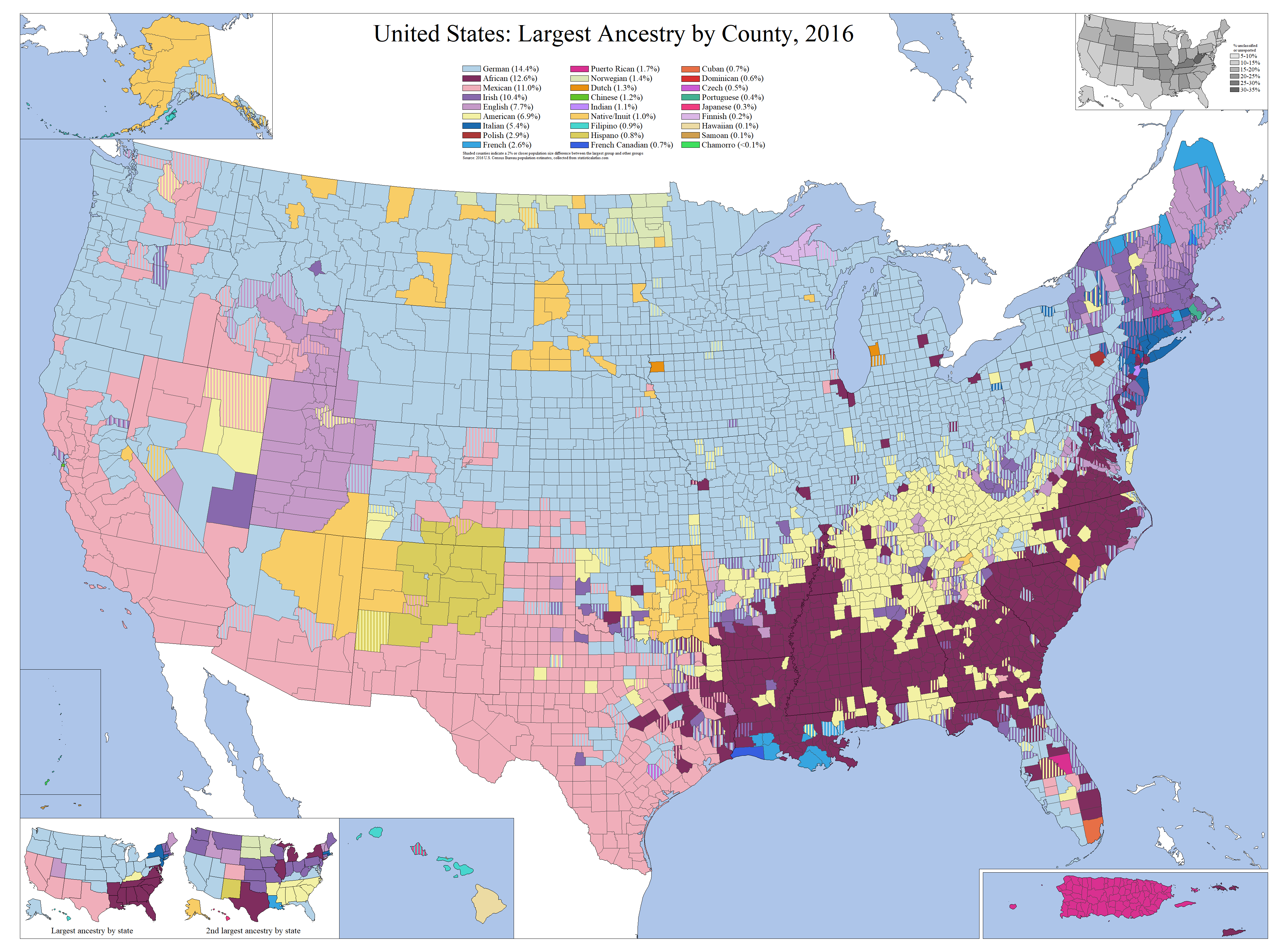
Ascendencias más comunes en cada condado de EE. UU., en el año 2016.

Ascendencias más comunes en cada estado de EE. UU., según el Censo de 2000.
Alemana
Africana
Mexicana
Italiana
Estadounidense
Inglesa
Irlandesa
Japonesa
Puertorriqueña

### Estadounidenses blancos

Proporción de blancos estadounidenses en cada condado de los cincuenta estados, el distrito de Columbia y Puerto Rico según el censo de los Estados Unidos de 2020.

La mayoría de las más de 325 millones de personas que viven actualmente en los Estados Unidos se compone de los estadounidenses blancos, tienen sus orígenes en los pueblos originarios de Europa, el Medio Oriente y el Norte de África. 
Los estadounidenses blancos son la mayoría en cuarenta y nueve de los cincuenta estados, con Hawái como la excepción. El distrito de Columbia, que no es un estado, también tiene una mayoría no blanca. Los blancos no hispánicos, sin embargo, son la mayoría en cuarenta y seis estados, con Hawái, Nuevo México, California, y Texas, así como el distrito de Columbia, como las excepciones. Estos cinco tienen "mayorías minoritarias", es decir, grupos minoritarios son la población mayoritaria.
El porcentaje de blancos no hispanos (66 % en 2008) tiende a disminuir cada año, y este subgrupo se espera que sea pluralidad de la población total de EE. UU. a partir del año 2050. Sin embargo, los estadounidenses en general (los blancos no hispanos, junto con los blancos hispanos) seguirán siendo la mayoría, con un porcentaje de 73,1 % (o 303 millones de 420 millones de personas) en 2050, a partir de su actual porcentaje de un 80 %.
A pesar de que una alta proporción de la población tiene dos o más ancestros, solo un poco más de un ancestro fue declarado por persona en el censo de 2000. Esto significa que los porcentajes que aparecen dependen de manera significativa en la percepción subjetiva de que varias de las líneas de descendencia se juzgan como las más relevantes de cada encuestado.
Un gran número de personas (7,2 % de la población de EE. UU.) declararon su ascendencia como estadounidense en el censo de 2000. Según la Oficina del censo, el número de personas en los EE. UU. que declararon tener sólo ascendencia estadounidense y ninguna otra aumentó de 12,4 millones en 1990 a 20,2 millones en 2000. Este incremento representa el mayor crecimiento numérico de cualquier grupo étnico en los Estados Unidos durante la década de 1990.
Los germano-estadounidenses componen el 17,1 % de la población de EE. UU. seguido por los irlando-estadounidenses con un 12 % según el censo de 2000 de EE. UU. Esto hace que la mayor ascendencia reportada sea la alemana, seguida por la irlandesa. Hubo otras ascendencias importantes de Europa central, oriental y el Sur de Europa, especialmente en Italia, así como del Canadá francés.
La mayoría de los estadounidenses franceses son descendientes de los colonos de la Nueva Francia católica, los Hugonotes exiliados rápidamente se asimilaron a la población británica de las Trece Colonias y terminaron vistos y autoconsiderados como súbditos de la Corona en los reclamos Británicos al trono de Francia. Los descendientes de los colonos holandeses y Hannover, cuyos países no estaban al mismo tiempo la unión personal con la monarquía británica, a menudo se identifican con los países sucesores de hoy, es decir, los Países Bajos y Alemania. Esto ayuda a la diáspora colonial encajar más con las naciones actuales. 
Otros orígenes étnicos europeos son rumanos, holandeses/flamencos, lituanos, letones, luxemburgueses, yugoslavos, griegos, húngaros, portugueses, checos, eslovacos, australianos y neozelandeses. En cuanto a ascendencia española, incluyendo los Isleños de Luisiana y los hispanos del Suroeste, la gran mayoría de los hispanos blancos tienen sus orígenes en México, Puerto Rico,Cuba y El Salvador.
Según una encuesta realizada por el ACS en 2008, hay 1 573 530 estadounidenses de origen árabe, representando el 0,5 % de la población total estadounidense. El subgrupo más numeroso es, hasta ahora, los estadounidenses de origen libanés, con 501 907, casi un tercio de la población árabe estadounidense. Más de 1/4 de todos los estadounidenses de origen árabe declararon tener dos ascendencias, no solo ascendencia árabe, pero también ascendencia no árabe. Los asirios también se clasificaron en el censo de los EE. UU. como asirio/caldeo/sirio.
Estadounidenses de origen rumano: En el Censo de 2000, 367 310 estadounidenses indicaron la ascendencia rumana como su principal, mientras que 462 526 personas declararon tener ascendencia rumana. Otras fuentes proporcionan estimaciones más altas para el número de estadounidenses de Rumania en la actual EE. UU., por ejemplo, el Romanian-American Network, Inc. proporciona una estimación aproximada de 1.2 millones.

### Afroestadounidenses

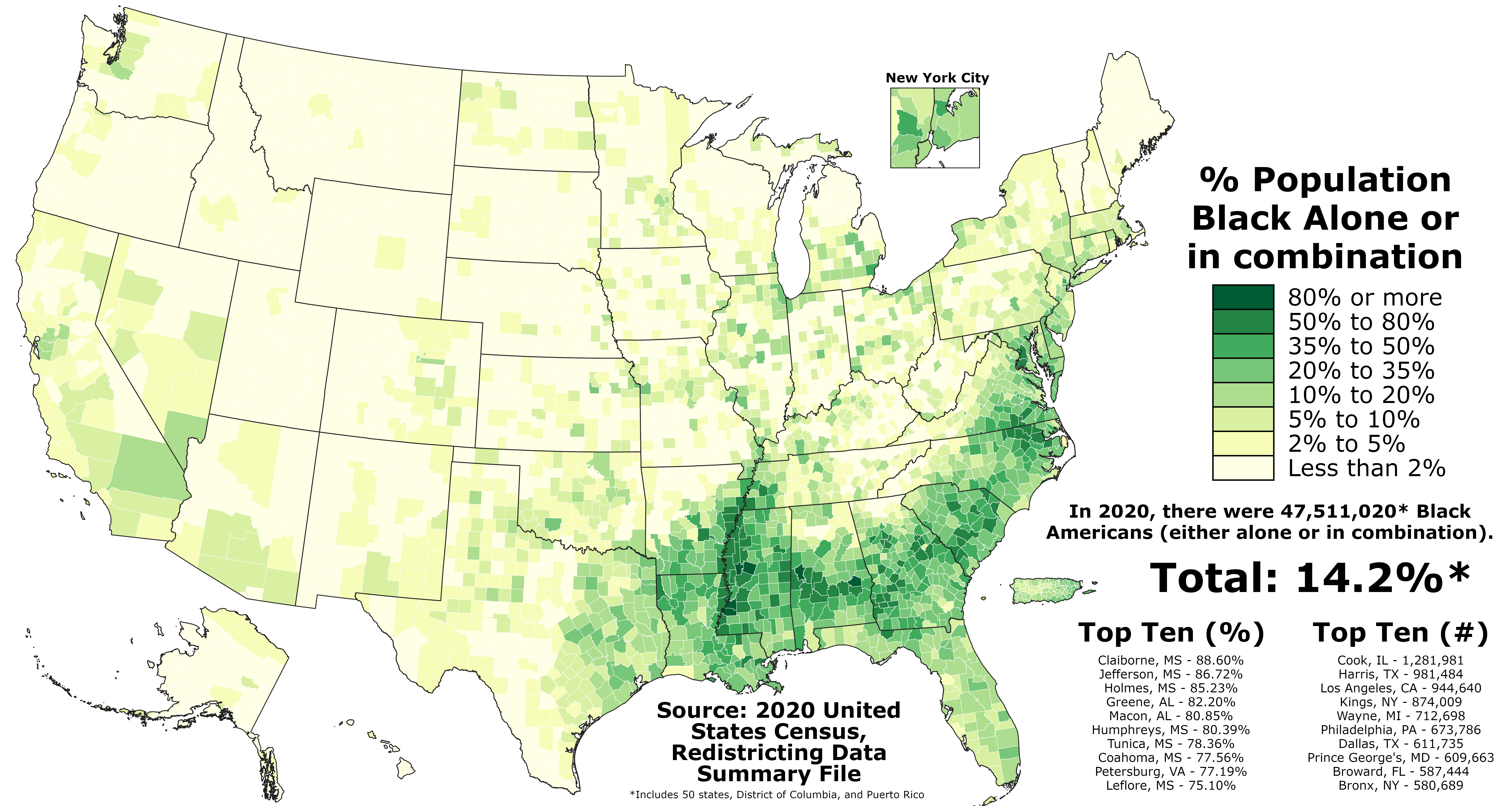
Proporción de afroestadounidenses en cada condado de los cincuenta estados, el distrito de Columbia y Puerto Rico según el censo de los Estados Unidos de 2020.

Alrededor del 12,4 % de los estadounidenses (37,6 millones, incluyendo alrededor de 885 000 hispanos o latinos) son negros o afroestadounidenses. También conocidos simplemente como negros estadounidenses, el grupo de negros o afroestadounidenses es la minoría étnica más grande de los Estados Unidos. Históricamente, con ascendencia subsahariana, incluso si son predominantemente blancos, fueron designados y clasificados como "negros", según la "regla de una gota". Hoy en día, la categorización racial depende de la autodescripción.
Los afroestadounidenses forman el subgrupo más grande, y son principalmente descendientes de africanos que fueron esclavos en los Estados Unidos desde 1619 hasta la emancipación desde la guerra civil estadounidense en los años 1860. Debido a esto, el origen de los afroestadounidenses es por lo usual, de descendientes de países africanos.
Históricamente, la mayoría de los afroestadounidenses vivieron en los estados del Sureste y Sur Centro de Alabama, Georgia, Carolina del Norte, Carolina del Sur, Luisiana, Misisipi y Texas. Después de la Primera Guerra Mundial ocurrió la Gran Migración de afroestadounidenses de las áreas rurales al Noreste industrial, Medio Oeste y, a menor medida, a la Costa Oeste que duró hasta 1960. Sin embargo, desde los años 1980, la inmigración del Sur de se ha revertido, con millones de afroestadounidenses, muchos del cual con buena educación, se mudaron a áreas metropolitanas de alto crecimiento. Hoy en día, la mayoría de los afroestadounidenses (56 %) viven en el Sureste de Estados Unidos; también viven principalmente en áreas urbanas, pero se han incrementado en los suburbios. 
Empezando los años 1970, la población negra se ha reforzado por una creciente población de antillanos con orígenes en Jamaica, Haití, Trinidad y Tobago y Barbados, con más de 2,5 millones en 2008.
Recientemente, empezando en los años 1990s, ha habido una afluencia de inmigrantes subsaharianos a los Estados Unidos, debido a la inestabilidad política y económica en varias naciones de África. Ellos son superados en número por sus descendientes nacidos en Estados Unidos, y juntos se estima que eran 2,9 millones en 2008.

### Estadounidenses asiáticos

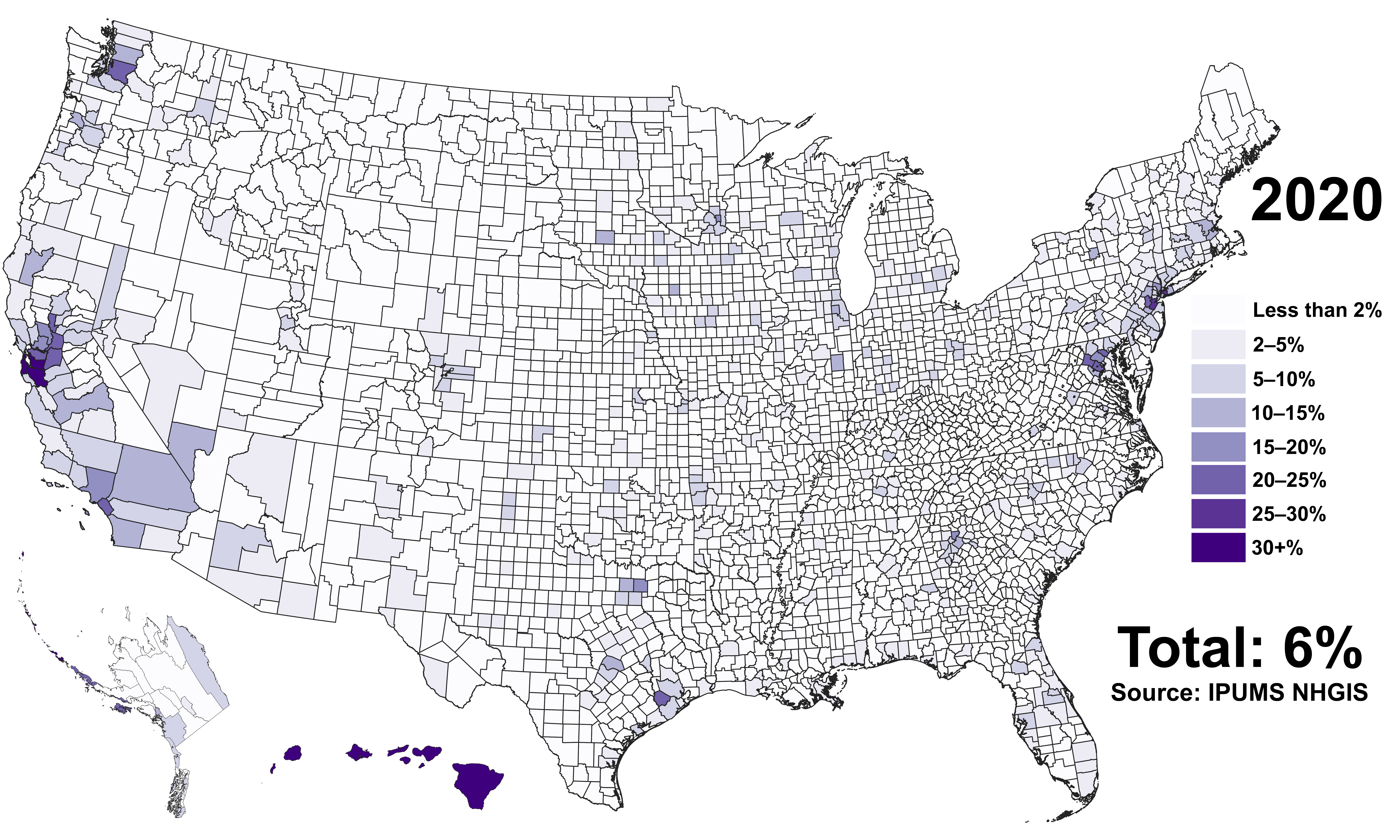
Proporción de asiáticos estadounidenses en cada condado de los cincuenta estados, el distrito de Columbia y Puerto Rico según el censo de los Estados Unidos de 2020.

Una tercera minoría significativa es la población de origen asiático, que comprende 13,4 millones de personas en 2008, esto es, el 4,4 % de la población total de los EE. UU.En California residen 4.5 millones de estadounidenses de origen asiático, mientras que 495 000 viven en Hawái, donde se integran con la pluralidad, componiendo el 38,5 % de la población de las islas. En ningún otro estado representan un porcentaje mayor.Los asiático-estadounidenses viven en todo el país, y se encuentran en grandes números en Nueva York, Chicago, Boston, Houston y otros centros urbanos. 
No constituyen un grupo monolítico. Los mayores subgrupos se componen de inmigrantes o descendientes de inmigrantes de Filipinas, China, India, Brunéi, Malasia, Vietnam, Camboya, Corea del Sur, Japón, Tailandia. Aunque la población asiático-estadounidense constituye por lo general una incorporación bastante reciente a la mezcla étnica de la nación, hubo olas de inmigración china, filipina y japonesa a mediados y finales del siglo XIX.

### Dos o más razas
Los estadounidenses multirraciales eran siete millones en 2008, esto es, el 2,3 % de la población total. Pueden proceder de cualquier combinación de razas (blanco, negro o afroestadounidenses, asiáticos, indios estadounidenses o nativos de Alaska, nativos de Hawái o de otra isla del Pacífico, "alguna otra raza") y de grupos étnicos. Los EE. UU. tienen un creciente movimiento de identidad multirracial. El mestizaje o matrimonio interracial, sobre todo entre blancos y negros, fue considerado inmoral e ilegal en la mayoría de los estados hasta el siglo XX. Los demógrafos afirman que el pueblo de Estados Unidos se componía, en su mayoría, de descendientes multiétnicos de diferentes nacionalidades de inmigrantes culturalmente distintos hasta que la asimilación e integración racial tuvieron lugar a mediados del siglo XX.[cita requerida]
Según James P. Allen y Eugene Turner, de la California State University de Northridge, basándose en algunos cálculos del censo de 2000, la población real multirracial que es en parte blanca y en parte de algún otro grupo multirracial, se reparte de la siguiente manera: la mayor parte del blanco bi-racial de la población, es blanco/nativo de Alaska y nativos estadounidenses, con una población de 7 015 017, seguido por el blanco/negro, con una población de 737 492. Les sigue el blanco/asiático, con una población de 727 197, y, finalmente, el blanco/nativo de Hawái y otras islas del Pacífico, con una población de 125 628.

### Nativos estadounidenses y nativos de Alaska

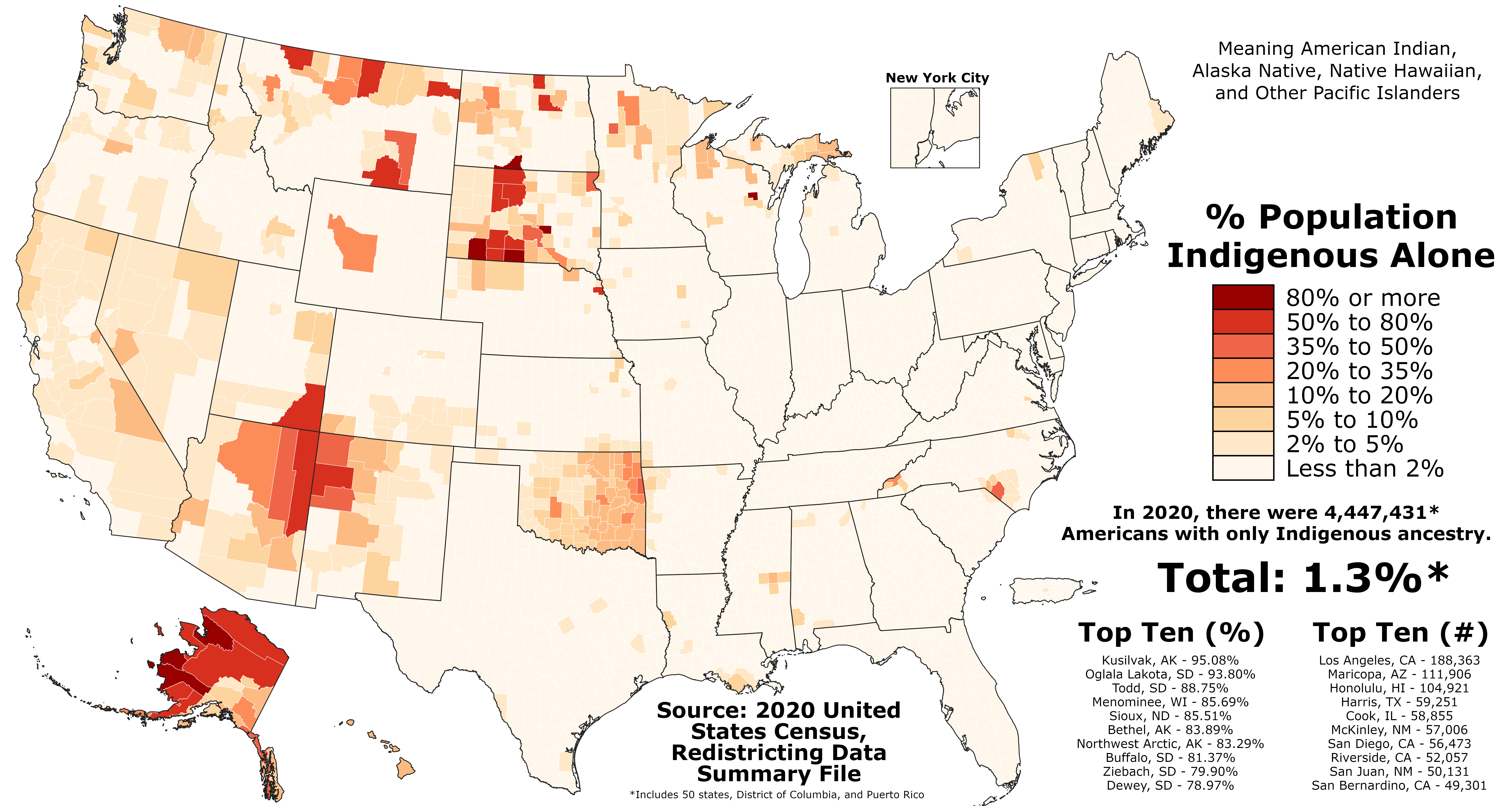
Proporción de indígenas estadounidenses en cada condado de los cincuenta estados, el distrito de Columbia y Puerto Rico según el censo de los Estados Unidos de 2020.

Los pueblos amerindios, es decir, tanto los aborígenes americanos y los inuit, componían el 2,9 % de la población total en 2020, con 3,7 millones de personas. Otros 5,9 millones declaraban tener ascendencia nativo americana y/o nativa de Alaska. La designación legal y oficial de quién es nativo americano por ascendencia levantó polémica entre los demógrafos, las naciones tribales y los funcionarios del gobierno durante muchas décadas. Las Leyes Blood quantum son complejas y contradictorias en la admisión de nuevos miembros de la tribu, y es difícil para los trabajadores del censo aceptar cualquier reclamo demandado, sin documentos oficiales de la Oficina de Asuntos Indígenas. Científicos de genética estimaron que más de 15 millones de estadounidenses pueden tener un cuarto o menos de ascendencia amerindia.
Durante un tiempo se creyó que se produciría la extinción de la raza o la cultura; sin embargo, se ha producido un notable resurgimiento de la identidad indígena y la soberanía tribal en el siglo XX. Hay 800 000 personas que pueden considerarse cheroquis en grado total o parcial. 70 000 cheroquis viven en Oklahoma, en la Reserva Cheroqui, y 15 000 en Carolina del norte sobre los restos de sus tierras ancestrales.
El segundo mayor grupo tribal es el navajo, que se hacen llamar "diné" y viven en una Reserva india de 16 millones de acres (65 000 km²), que cubre el noreste de Arizona, el noroeste de Nuevo México y el sureste Utah. Allí vive la mitad de los 450 000 miembros de la Reserva de Navajo. El tercer grupo más numeroso son los lakota (sioux), que tienen reservas ubicadas en los estados de Minnesota, Montana, Nebraska, Wyoming, Dakota del norte y Dakota del Sur.

### Hawaianos nativos e isleños del Pacífico
Los hawaianos nativos y otros isleños eran 427 810 en 2008, esto es, el 0,14 % de la población total. Además, casi todos declaran casi la misma cantidad parcial ascendencia nativa de Hawái, para un total de 829 949 personas con toda o parte de ascendencia nativa de Hawái. Este grupo constituye la minoría de raza más pequeña en los Estados Unidos. Si bien las cifras muestran que algo más de la mitad son de "pura sangre", la mayoría de los hawaianos nativos de la cadena de islas de Hawái dicen estar muy mezclados con ancestros asiáticos, europeos y otros.
Solo 1 de cada 50 nativos hawaianos se define legalmente como "sangre completa" y algunos demógrafos creen que para el año 2025, la última persona de pura raza nativa de Hawái va a morir, no dejando a una población culturalmente distinta, sino mestiza. Sin embargo, hay más autodesignación individual de los nativos de Hawái que antes de que los EE. UU. anexara las islas en 1898. Los nativos hawaianos están recibiendo reparaciones de tierras ancestrales. A lo largo y ancho de Hawái, la preservación y adaptación universal de costumbres de los nativos de Hawái, el idioma hawaiano, las escuelas culturales exclusivamente para estudiantes hawaianos nativos legalmente y la conciencia histórica van tomando fuerza en los nativos de Hawái.

### Alguna otra raza
En el censo de 2000, esta categoría no estándar fue introducida especialmente para capturar respuestas tales como mestizos y mulato, dos grandes grupos multirraciales en la mayoría de los países de origen de los estadounidenses hispanos y latinos. Sin embargo, muchas otras respuestas son capturadas por la categoría.
En 2008, 15.0 millones de personas, casi el 5 % de la población total de EE. UU., se estimó pertenecer a "alguna otra raza", con un 95 % de ellos hispanos o latinos.
Debido a que esta categoría es no estándar, las estadísticas de otros organismos del gobierno diferentes la Oficina del Censo (por ejemplo: data de los Centros para el Control y Prevención de Enfermedades o las estadísticas de crimen del FBI), sino también de la oficina de las propias estimaciones oficiales de población, se prefiere omitir la categoría "alguna otra raza" e incluyen la mayoría de las personas de este grupo en la población blanca, así como la gran mayoría (90 %) de los hispanos y latinos en la población blanca. Para un ejemplo de esto, véase el The World Factbook, publicado por la Agencia Central de Inteligencia.

## Estadounidenses de origen hispano o latino
| Raza                                        | Población  | % de todos los hispanos y Latinos |
| ------------------------------------------- | ---------- | --------------------------------- |
| Blancos                                     | 34 271 924 | 66,0                              |
| Alguna otra raza (mestizo, mulato, etc.)    | 12 306 736 | 23,7                              |
| Afroestadounidenses                         | 2 284 794  | 4,4                               |
| Dos o más razas                             | 1 246 251  | 2,4                               |
| Nativos estadounidenses y Nativos de Alaska | 627 125    | 1,2                               |
| Asiáticos                                   | 571 198    | 1,1                               |
| Hawaianos nativos e Isleños                 | 467 344    | 0,9                               |
| Total                                       | 51 927 158 | 100,0                             |

"Origen hispano o latino" es una autodesignación hecha por 47 millones de estadounidenses, a partir de 2008. Tienen su origen en las naciones de habla hispana de América Latina, principalmente, mientras que un pequeño porcentaje tiene sus orígenes en España. Sin embargo, hay decenas de miles de otros lugares, así: 0,2 % de los estadounidenses hispanos y latinos nacieron en Asia, por ejemplo. Al igual que sus países de origen, el grupo es heterogéneo en varias formas, incluyendo la raza y la ascendencia.
La Oficina del Censo define "origen hispano o latino" como: 

Para el Censo 2000, American Community Survey (ACS): Las personas que se identifican con los términos "hispano" o "latino" son aquellas que se clasifican en una de las categorías específicas de los hispanos o latinos que figuran en el Censo de 2000 o el cuestionario ACS –"mexicano", "portorriqueño", o "cubano"–, así como aquellos que indican que son "otro español, hispano o latino". El origen puede ser visto como la herencia, el grupo de la nacionalidad, el linaje o el país de nacimiento de la persona o los padres de la persona o sus antepasados antes de su llegada a los Estados Unidos. Las personas que identifican su origen como hispano, español, o latinos pueden ser de cualquier raza.

Debido a que este grupo no es (ni ha sido nunca) una raza, la mayor minoría racial en los Estados Unidos son los afroestadounidenses, componiendo en el 13 % de la población. El principal país de origen para los estadounidenses de origen hispano es México (30,7 millones), seguido por Puerto Rico (4,2 millones) y Cuba (1,6 millones), según estimaciones de 2008.
La composición racial de los hispanos y latinos está dominada por las personas que se identifican como blancos, ya que representan el 62,4 % del grupo del ACS. La segunda posición está ocupada por los hispanos y latinos de "alguna otra raza", que constituyen el 30,5 %. Oficialmente (es decir, según el PEP), la mayoría es mucho más alta: 91,9 % de blancos, ya que no hay "alguna otra raza" en las estimaciones oficiales. En dichas estimaciones, los hispanos de origen negro o afroamericano son el segundo grupo más grande, con 1,9 millones, o 4,0 % de todo el grupo. El resto de los hispanos se registran de la siguiente manera, primero por el PEP: un 1,6 % de indios estadounidenses y nativos de Alaska, el 1,5 % dos o más razas, un 0,7 %, y 0.03 % nativos isleños del Pacífico de Hawái y otras. Por la ACS: 3,9 % dos o más razas, un 1,9 % negros o afroestadounidenses, un 1,0 % de indios estadounidenses y nativos de Alaska, 0.4 % asiáticos y 0.05 % de nativos de Hawái y otras islas del Pacífico.
La población hispana o latina es joven y de rápido crecimiento, debido a la inmigración y la tasa de natalidad. Durante décadas ha contribuido de manera importante al aumento de población de los EE. UU., y se espera que continúe durante décadas más. Las estimaciones de la Oficina del Censo dicen que en 2050 una cuarta parte de la población total estadounidense será de origen hispano o latino.

## Tendencias históricas
La ascendencia es una investigación distintiva de la raza y origen hispano o latino. Las cifras de esta tabla por lo tanto, pueden diferir de los de otros países.
| 1790 U.S. Ancestry Based on Evaluated census figures | 1790 U.S. Ancestry Based on Evaluated census figures | 1790 U.S. Ancestry Based on Evaluated census figures | 2000 U.S. Ancestry                       | 2000 U.S. Ancestry                 | 2000 U.S. Ancestry |
| Grupo ancestral                                      | Número de personas (estimado de 1790)                | % del total                                          | Grupo ancestral                          | Número de personas (censo de 2000) | % del total        |
| ---------------------------------------------------- | ---------------------------------------------------- | ---------------------------------------------------- | ---------------------------------------- | ---------------------------------- | ------------------ |
| Estadounidenses de origen inglés                     | 1 900 000                                            | 47,5                                                 | Estadounidenses de origen alemán         | 44 885 162                         | 16,0               |
| Afroestadounidenses                                  | 750 000                                              | 19,0                                                 | Afroestadounidenses                      | 36 419 434                         | 12,9               |
| Estadounidenses de origen irlandés-escocés           | 320 000                                              | 8,0                                                  | Estadounidenses de origen irlandés       | 30 594 130                         | 10,9               |
| Estadounidenses de origen alemán                     | 280 000                                              | 7,0                                                  | Estadounidenses de origen inglés         | 24 515 138                         | 8,7                |
| Estadounidenses de origen irlandés                   | 200 000                                              | 5,0                                                  | Estadounidenses de origen mexicano       | 20 640 711                         | 7,3                |
| Estadounidenses de origen escocés                    | 160 000                                              | 4,0                                                  | Estadounidenses de origen italiano       | 15 723 555                         | 5,6                |
| Estadounidenses de origen galés                      | 120 000                                              | 3,0                                                  | Estadounidenses de origen francés        | 10 846 018                         | 3,9                |
| Estadounidenses de origen neerlandés                 | 100 000                                              | 2,5                                                  | Estadounidenses de origen español        | 10 017 244                         | 3,6                |
| Estadounidenses de origen francés                    | 80 000                                               | 2,0                                                  | Estadounidenses de origen polaco         | 8 977 444                          | 3,2                |
| Nativos estadounidenses                              | 50 000                                               | 1,0                                                  | Estadounidenses de origen escocés        | 4 890 581                          | 1,7                |
| Estadounidenses de origen español                    | 20 000                                               | 0,5                                                  | Estadounidenses de origen neerlandés     | 4 542 494                          | 1,6                |
| Estadounidenses de origen sueco y otros              | 20 000                                               | 0,5                                                  | Estadounidenses de origen noruego        | 4 477 725                          | 1,6                |
| Total                                                | 4 000                                                | 100                                                  | Nativos estadounidenses                  | 4 119 301                          | 1,5                |
|                                                      |                                                      |                                                      | Estadounidenses de origen sueco          | 3 998 310                          | 1,4                |
|                                                      |                                                      |                                                      | Estadounidenses de origen puertorriqueño | 3 406 178                          | 1,2                |
|                                                      |                                                      |                                                      | Estadounidenses de origen ruso           | 2 652 214                          | 0,9                |
|                                                      |                                                      |                                                      | Estadounidenses de origen chino          | 2 432 585                          | 0,9                |
|                                                      |                                                      |                                                      | Total                                    | 281 421 906                        | 82,1               |

## Composición genética
En la siguiente tabla se muestra la composición genética de la población estadounidense según estudios genéticos:
| Europeo | Africano | Indígena | Asiático | Estudio                                                                                                  | Año  | Fuente        |
| ------- | -------- | -------- | -------- | --- | ---- | ------------- |
| 79,0 %  | 14,0 %   | 7,0 %    | —        | (Fuerst, 2016): Admixture in the Americas: Regional and National Differences                             | 2016 | Research Gate |
| 66,4 %  | 19,5 %   | 6,3 %    | 7,6 %    | (Sharma et al, 2025): Genetic ancestry and population structure in the All of Us Research Program cohort | 2025 | Nature        |

La siguiente tabla muestra la composición genética de los autodeclarados en cada grupo étnico:
| Grupo étnico                     | Europeo | Africano | Indígena |
| -------------------------------- | ------- | -------- | -------- |
| Blanco estadounidense no hispano | 96,1%   | 0,7%     | 3,2%     |
| Afroestadounidense no hispano    | 16,7%   | 82,1%    | 1,2%     |
| Hispanos y Latinos               | 52%     | 10%      | 38%      |
| Indígena estadounidense          |         |          |          |